# ヴェーゼル-レース-エメリッヒ軽便鉄道
ヴェーゼル-レース-エメリッヒ軽便鉄道（ヴェーゼル-レース-エメリッヒけいべんてつどう、ドイツ語: Kleinbahn Wesel–Rees–Emmerich）は、かつて西ドイツ（現：ドイツ）に存在した鉄道。ハンザ同盟都市の1つに数えられるヴェーゼルからレースを経由しエメリッヒ・アム・ラインを結ぶ路線として建設された経緯を持ち、第二次世界大戦後はヴェーゼル市内とレースの間を走行していたが、1966年までに廃止された。

## 歴史
帝政ドイツ成立後、国内では中小都市の旅客・貨物輸送を目的とした鉄道を建設する計画が各地で持ち上がるようになり、ヴェーゼルでも1908年にライン川右岸の各地域を結び、エメリッヒ・アム・ラインまで結ぶ計画が1908年に立ち上がった。そして1910年、建設や運営をラインニッシュ-ヴェストフェリッシュ電気工事会社（Rheinisch-Westfälisches Elektrizitätswerk、現：RWE）へ委託し、1912年に政府からの認可も獲得した。そして1914年5月25日、まずヴェーゼルとレースを結ぶ区間が開通した。続いて同年にレース - エメリッヒ・アム・ライン間の区間が開通したが、第一次世界大戦による資材不足のためとこれらの区間は当初電化が行われず、1919年と1921年に2段階に分けて電化工事が行われた。また、開通当時、ヴェーゼル側ではプロイセン邦有鉄道（現：ドイツ鉄道）を横断する橋梁の建設が許可されず、後述する第二次世界大戦後までヴェーゼル側の終点は市内中心部から離れた位置に存在した。
第二次世界大戦勃発後、この路線は甚大な被害を受け、特にレースに存在した車庫や在籍していた全車両が破損する事態となった。戦後、路線の復興が行われる中でレース - エメリッヒ・アム・ライン間については運用コストの観点から路線バスへの転換が行われた一方、ヴェーゼルとレースの間については収益性が見込まれていた事から運行が再開される事となった。その際、それまで郊外に立地していたヴェーゼル側の終点を、鉄道路線を横断する橋梁や道路の上を走る併用軌道を用いて市内中心部を経由しヴェーゼル駅へ延伸する事が決定し、廃止されたレース - エメリッヒ・アム・ライン間の線路や架線を利用した建設が1950年から実施され、そして1951年6月8日にヴェーゼル - レース間の運行が再開された。また、その際には新型電車（アウフバウワーゲン）の導入も行われた。
戦前に続いてこの路線では旅客輸送に加えて貨物輸送も実施され、1961年にはデュッセルドルフ車両製造（デュワグ）製のボギー車（デュワグカー）の導入も行われた。だが、乗客や貨物の利用率は伸び悩み、議論の結果、最終的に路線を廃止する事が決定された。そして旅客輸送は1966年4月30日、貨物輸送は翌1967年1月1日をもって終了した。
廃止後、ボギー車（デュワグカー）についてはボンの路面電車（ボン市電）に譲渡され、引退後も1両がオーストリアの保存鉄道団体であるケルンケン・ノスタルジー鉄道（Nostalgiebahnen in Kärnten）による動態保存が行われている。

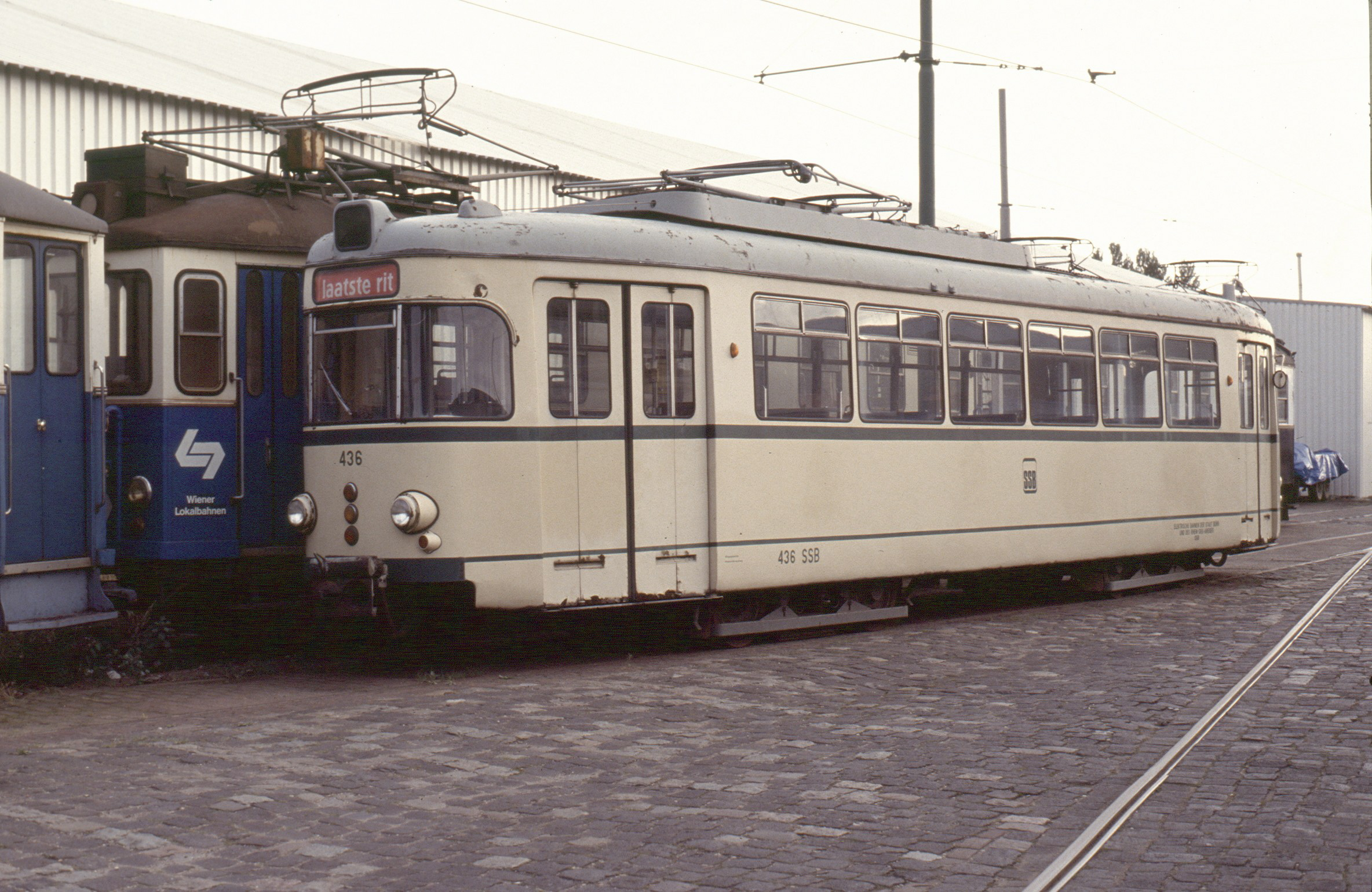
デュワグカーはボンから引退後、長期にわたってオランダ・アムステルダムの博物館に収蔵されていた（1991年撮影）